# Ảo thuật gia (phim 2006)
Ảo thuật gia (tựa gốc là The Illusionist) là bộ phim 2006 được viết và đạo diễn bởi Neil Burger cùng các diễn viên Edward Norton, Paul Giamatti, và Jessica Biel. Bộ phim dựa một phần nhỏ trên truyện ngắn của Steven Millhauser, "Eisenheim nhà Ảo thuật gia". Bộ phim nói về câu chuyện của Eisenheim, một nhà ảo thuật ở fin de siècle Viên, dùng khả năng của anh để đạt được tình yêu của một người phụ nữ ở cách xa địa vị xã hội với anh.

## Diễn viên
- Edward Norton vai Eisenheim ảo thuật gia
  - Aaron Taylor-Johnson vai Eisenheim lúc trẻ
- Paul Giamatti vai Trưởng Thanh tra Walter Uhl
- Jessica Biel vai nữ Công tước Sophie von Teschen
  - Eleanor Tomlinson vai Sophie lúc trẻ
- Rufus Sewell vai Thái tử Leopold
- Eddie Marsan vai Josef Fischer, quản lý của Eisenheim
- Jake Wood vai Jurka